# Gubity
Gubity (niem. Gubitten) – wieś w Polsce położona w województwie warmińsko-mazurskim, w powiecie ostródzkim, w gminie Morąg.
W latach 1975–1998 miejscowość administracyjnie należała do województwa olsztyńskiego. Miejscowość leży w historycznym regionie Prus Górnych.
Wieś wzmiankowana w dokumentach z roku 1411, jako wieś pruska na 16 włókach. Pierwotna nazwa Gubithen najprawdopodobniej wywodzi się od imienia Prusa – Guby. W roku 1782 we wsi odnotowano 10 domów (dymów), natomiast w 1858 w 28 gospodarstwach domowych było 199 mieszkańców. W latach 1937–1939 było 266 mieszkańców. W roku 1973 wieś Gubity należały do powiatu morąskiego, gmina Morąg, poczta Żabi Róg.